# Kawanishi K-6
El Kawanishi K-6 fue un hidroavión japonés de la compañía Kawanishi. Se trataba de un hidroavión biplano con capacidad para dos pasajeros o un peso equivalente de carga.

## Historial
Su desarrollo por parte de Eiji Sekiguchi se inició a finales de 1922 tras el fracaso de la pruebas de vuelo del previo Kawanishi K-5, incapaz de despegar con una carga útil apreciable. El objetivo del K-6 era equivalente al del K-5, pero dado que se contaba con la misma planta motriz, el tamaño fue reducido.
La estructura estaba realizada de madera, recubierta con tela. Los planos superior e inferior tenían la misma envergadura, y estaban unidos mediante cuatro montantes paralelos. La cabina de los pasajeros se ubicaba a popa de la del piloto y el ingeniero de vuelo. Inicialmente abierta, en una posterior modificación del diseño se cerró con una cubierta dotada de ventanillas. La superficie vertical de control era inexistente sobre la línea del fuselaje, prolongándose inusualmente bajo el mismo.
El K-6 resultó un acierto, cumpliendo todos los objetivos para los que había sido diseñado. Sin embargo, su producción se limitó a una única unidad debido a que su sucesor, el mucho más avanzado K-7, había iniciado su desarrollo apenas un mes después de la conclusión del K-6.

## Variantes
K-6
Versión original. 1 unidad construida.
Harukaze (brisa primaveral)
K-6 modificado para participar en un concurso de circunnavegación aérea en Japón. Se le retiraron los asientos de los pasajeros y se añadieron depósitos de combustible suplementarios. Del mismo modo, flotadores auxiliares alares fueron instalados, se reposicionó el radiador y pequeñas aletas fueron añadidas a la parte inferior de los planos de cola. Tras el concurso, el Harukaze fue reconvertido nuevamente a labores de transporte, siéndole reinstalados los asientos para los pasajeros.

## Especificaciones (K-6)
Referencia datos: Japanese Aircraft 1910–1941

### Características generales
- Tripulación: 2
- Capacidad: 2 pasajeros o carga equivalente
- Longitud: 9,895 m
- Envergadura: 13,6 m
- Altura: 3,95 m
- Superficie alar: 43,6 m²
- Peso vacío: 1.150 kg
- Peso cargado: 1.890 kg
- Planta motriz: 1× motor en línea de 6 cilindros Maybach M IV.
  - Potencia: 260-305 hp

### Rendimiento
- Velocidad máxima operativa (Vno): 166,7 km/h
- Alcance: km
- Radio de acción: km
- Alcance en combate: km
- Alcance en ferry: km
- Techo de vuelo: 7.000 m

### Aeronaves similares
- Heinkel HE 12
- LFG V 101
- Latécoère 28

### Secuencias de designación
←  K-3 • K-5 • K-6 • K-7 • K-8 →

### Listas relacionadas
- Anexo:Hidroaviones y aviones anfibios